# Coelotrochus rex
Coelotrochus rex là một loài ốc biển nhỏ, là động vật thân mềm chân bụng sống ở biển trong họ Trochidae, họ ốc đụn. This species is đặc hữu của New Zealand.